# On Top of the World (album 8Ball & MJG)
On Top of the World – trzeci studyjny album amerykańskiego zespołu hip-hopowego 8Ball & MJG. Został wydany 11 lutego, 1995 roku. Gościnnie występują E-40, Mac Mall, Big Mike i Rodney Ellis.

## Lista utworów
| Nr | Tytuł                | Goście                                  |
| -- | -------------------- | --------------------------------------- |
| 1  | Intro                |                                         |
| 2  | Pimp In My Own Rhyme |                                         |
| 3  | What Can I Do        |                                         |
| 4  | For Real             |                                         |
| 5  | Funk Mission         |                                         |
| 6  | Kick That Shit       |                                         |
| 7  | Friend Or Foe        | E-40, Mac Mall, Big Mike & Rodney Ellis |
| 8  | Hand Of The Devil    |                                         |
| 9  | On Top Of The World  |                                         |
| 10 | What Do You See      | Nuckle Heads                            |
| 11 | In The Line Of Duty  |                                         |
| 12 | All In My Mind       | South Circle                            |
| 13 | Comin' Up            |                                         |
| 14 | Space Age Pimpin'    |                                         |
| 15 | Break'em Off         |                                         |